# The Eternal (groupe)
The Eternal, anciennement Cryptal Darkness, est un groupe de doom metal australien, originaire de Melbourne, Victoria. Le groupe faisait du grindcore au début de leur carrière musicale.

## Biographie

### Débuts et changement (1993–2004)
The Eternal est initialement formé à Melbourne, sous le nom de Cryptal Darkness en 1993. Ce n'est qu'à partir de 2002, — après trois démos, trois albums studio, deux EPs, et une compilation — que le groupe se sépare et change de nom pour The Eternal. Mark Kelson (The Eternal et InSomnius Dei) et Martin Powell (ancien membre de My Dying Bride/Cradle of Filth) y officiaient. Les fondateurs de The Eternal sont Ryan Buesnel à la batterie ; Chris Burton à la guitare ; James Hunt à la basse ; Mark Kelson à la guitare et au chant ; et Chris Stevenson aux claviers. Plus cette même année, le groupe signe un contrat de deux albums au label finlandais Firebox Records. Leur premier album chez Firebox, The Sombre Light of Isolation est publié à l'international en juin 2004. Il est bien accueilli par le magazine Kerrang!, l'album allemand Metal, le magazine suédois Metal Only et le magazine Lords of Metal. Darren « Daz » White] (ex-Anathema/The Blood Divine) contribue à la chanson Remembrance Scars.
The Sombre Light of Isolation est nommé cinquième album australien en 2005 par les auditeurs du programme Full Metal Racket de Triple J, et nommé « deuxième album australien » par le présentateur. Le groupe est listé dans le top 50 des « Groupes à écouter immédiatement » à Kerrang!. The Eternal tourne deux clips pour les chansons Down et Crimson Sacrifice. En soutien à l'album, ils participent à la tournée Sombre Light Tour en Australie, à Hong Kong, au Royaume-Uni, et dans des pays européens comme la Finlande à la fin de 2004. En 2005, Sombre Visions, qui se centre sur cette tournée, est enregistré puis publié en format DVD sur leur propre label, Sombre Light. Il contient un documentaire du groupe et des vidéos promotionnelles.

### Sleep of ReasonetKartika(2005–2009)
Les enregistrements de Sleep of Reason débutent au début de 2005. Il est produit et enregistré par Endel Rivers aux Palm Studios à Melbourne, et masterisé par Mika Jussila (Amorphis, Nightwish, Therion) aux studios Finnvox d'Helsinki. La couverture est réalisée par Travis Smith (Opeth, Katatonia, Anathema) et s'inspire de El sueño de la razon produce monstruos de Francisco de Goya. En 2006, The Eternal joue en soutien à l'album à l'international aux côtés du groupe finlandais HIM, en parallèle à la sortie de Sleep of Reason. Après avoir tourné intensément en Australie pour Sleep of Reason et joué devant plus de 15 000 spectateurs dans leur pays, le groupe entame une seconde tournée en Europe en mai 2007. Leur album Kartika, publié en 2008 fait notamment participer Duncan Patterson (ex-Anathema, Antimatter et Íon) à la mandoline, Nicholas Albanis (Dandelion Wine) sur Hammered Dulcimer et la compositrice russe Emily A. Saaen.
Kartika est produit entre décembre 2007 et mai 2008, enregistré dans plusieurs studios en Australie comme les Mixmasters Studios, Adelaide et les Palm Studios à Melbourne. Il est mixé à Tallinn, en Estonie, par Endel Rivers aux Palm Studios II et masterisé au Crystal Mastering, à Melbourne, Australie, par John Ruberto. En janvier 2009, le membre cofondateur Chris Stevenson quitte le groupe pour des raisons personnelles. The Eternal achève sa tournée mondiale en juin 2009.Cette tournée els emmène en Australie, au Japon, en Europe, en Amérique, au Canada et au Mexique.

### Under a New Sunet suites (depuis 2009)
En novembre 2009, le groupe commence à travailler sur son nouvel album  Under a New Sun. Il est produit par le canadien Jeff Martin, ancien chanteur au sein de The Tea Party. L'album comprend des éléments rock et de musiques occidentales. Après la sortie de Under a New Sun, le groupe achève une tournée australienne et néo-zélandaise. 
En 2011, le groupe recrute un second guitariste du nom de Brad Cook. L'arrivée de Brad aide le groupe à se remettre au travail et à enregistrer son cinquième album studio, When the Circle of Light Begins to Fade, publié en octobre 2013. Martin Curtis-Powell (Cradle of Filth / My Dying Bride / Anathema) contribue aux parties aux claviers sur l'album. Après la sortie de When The Circle of Light Begins to Fade, le groupe tourne en Australie pour célébrer son dixième anniversaire et publier un EP gratuit intitulé Sombre Light 2014 - 10th Anniversary E.P qui comprend des chansons réenregistrées de leur premier album The Sombre Light of Isolation. Cette sortie suit d'une tournée avec Anathema, Amorphis et Uriah Heep.
Le groupe publie l'album live/DVD Circle of Live en mars 2015. Ils se séparent ensuite du guitariste Brad Cook à la fin de 2015 et Martin Curtis-Powell deviendra membre à plein temps. Au début de 2016, The Eternal le groupe entre aux Kelsonic Studios pour enregistrer un sixième album.

## Membres

### Membres actuels
- Mark Kelson - guitare, chant, claviers (depuis 2003)
- Marty O'Shea - batterie (depuis 2004)
- Dave Langlands - basse (depuis 2008)
- Martin Curtis-Powell - claviers (depuis 2012)

### Anciens membres
- Brad Cook - guitare (2011–2015)
- Chris Stevenson - claviers (2003–2009)
- Chris Burton - guitare (2003–2004)
- Ryan Buesnel - batterie (2003–2004)
- Paul Tipping - basse (2003)
- James Hunt - basse (2003–2006)
- Lincoln Bowen - guitare (2005–2006)
- Terry Vainoras - guitare (2007–2009)
- Maria Ilmoniemi - claviers (2009-2012)

### Membre de tournée
- Matt Castles - guitare (tournée européenne en 2004)

## Discographie

### Sous Cryptical Darkness
- 1996 : Descend Into thy Grave (single)
- 1996 : Endless Tears
- 1999 : They Whispered You Had Risen
- 1999 : The Coldest Winter (EP)
- 2000 : Chapter II - The Fallen

### Albums studio
- 2004 : The Sombre Light of Isolation
- 2005 : Sleep of Reason
- 2008 : Kartika
- 2011 : Under a New Sun
- 2013 : When the Circle of Light Begins to Fade

### EPs et albums live
- 2003 : The Eternal
- 2011 : Live at the East Brunswick Club (album live, novembre 2011)
- 2014 : Sombre Light 2014 - 10th Anniversary E.P.
- 2015 : Circle of Live (DVD)

### DVD
- 2005 : Sombre Visions (uniquement sur Internet)
- 2006 : A Fleeting Glance (uniquement sur Internet)
- 2010 : Kartika World Tour 2009 (uniquement sur Internet)

### Autres
- 2003 : Promo 2003
- 2005 : Keep on Dooming in the Free World
- 2008 : Black Box e-anthology

### Singles
- 2010 : Under a New Sun
- 2013 : Beneath These Waves